# Audi 200
L'Auto Union Audi 200 (denominata semplicemente Audi 200) è un'autovettura prodotta tra il 1979 e il 1991 dalla casa automobilistica tedesca Audi.

## Presentazione
La 200 altro non era che una versione più raffinata, per motori e allestimenti, della 100, rispetto alla quale differiva anche per alcuni particolari estetici (fanaleria, mascherina, cromature, cerchi). In pratica l'Audi fece un'operazione simile a quella compiuta, ad esempio, da Opel con Rekord e Commodore. Come variante superiore della 100, la 200 ne seguì in ogni caso l'evoluzione, anche se limitatamente alla sola gamma motori ad essa riservata. La carriera commerciale dell'Audi 200 si articolò in due generazioni, una prodotta fra il 1979 e il 1982, la seconda fra il 1982 e il 1991. La sua eredità verrà ripresa dapprima dalla V8, in listino già dal 1988, ed in seguito dalla A8, che verrà invece lanciata nel 1994.

### Serie C2 (1979-1982)
Nel settembre del 1979 venne presentata alla stampa la prima serie della 200 (sigla interna Typ 43), identificata anche con la sigla C2 in quanto derivata strettamente dalla 100 C2. Con l'arrivo di questo modello, l'Audi volle estendere verso l'alto la gamma dei suoi modelli per cercare di tornare almeno il più vicino possibile alla sua immagine di costruttore di auto di prestigio che aveva prima della Seconda guerra mondiale, sebbene per la verità in quel periodo avesse stentato parecchio per diversi motivi. Agli esemplari di preserie predisposti per la presentazione alla stampa fece seguito la produzione vera e propria, che venne avviata nell'ottobre del 1979. La presentazione al pubblico avvenne invece il 16 e il 17 gennaio 1980 ad Estoril, in Portogallo, mentre la commercializzazione venne avviata nel mese di febbraio dello stesso anno.

#### Design e dotazioni
Trattandosi sostanzialmente di un restyling della contemporanea generazione dell'Audi 100, le differenze con quest'ultima riguardarono solo gli allestimenti ed alcuni particolari del corpo vettura. Esternamente rispetto alla 100 cambiavano i fari anteriori (doppi anziché singoli), la mascherina e i paraurti (con spoiler integrato). Presenti anche delle cornici cromate in acciaio su tutte le superfici vetrate ed inserti cromati sulle maniglie porta. I cerchi erano quelli in lega dell'allestimento CD previsto già poco tempo prima anche sulle versioni di punta dell'Audi 100. E a proposito dell'allestimento CD, esso fu in pratica l'unico ad essere previsto per la prima Audi 200. Quando la 200 venne presentata sia alla stampa (settembre 1979) che al pubblico (gennaio 1980) la sola versione prevista fu la 5E, mentre con l'avvio della commercializzazione venne introdotta anche la versione 5T. Queste due versioni differivano tra loro per il tipo di motore montato, ma a livello di dotazione coincidevano perfettamente: nel corredo di serie erano inclusi: cerchi multirazza in lega leggera da 15 pollici, pneumatici a spalla ribassata da 205 mm di battistrada e assetto sportiveggiante. A richiesta con sovrapprezzo erano disponibili per entrambi i modelli il tetto apribile, il climatizzatore, i sedili anteriori riscaldabili, il cruise control, l'orologio digitale, lo sbrinalunotto e uno a scelta fra tre tipi di impianto stereo.

#### Tecnica e motorizzazioni
Essendo derivata direttamente dalla seconda generazione dell'Audi 100, la 200 del 1979 ne ereditò in primo luogo la struttura di base a scocca portante, ma anche l'architettura meccanica a motore anteriore longitudinale e a trazione anteriore, nonché la meccanica telaistica, benché opportunamente tarata in funzione delle due motorizzazioni previste, che erano le più potenti della gamma Audi di quel periodo, una delle quali debuttò proprio con il lancio di questo modello. Unica eccezione fu rappresentata dai freni a disco posteriori (le Audi 100 montavano invece i freni a tamburo). Queste erano le motorizzazioni previste sotto il cofano della 200:
- 5E: motore a 5 cilindri derivato dalla gamma dell'Audi 100 e consistente in un'unità da 2144 cm3 alimentata ad iniezione meccanica ed in grado di erogare una potenza massima di 136 CV;
- 5T: motore derivato dalla precedente unità, di cui venne conservata la cilindrata e il tipo di alimentazione, ma venne introdotta invece la sovralimentazione tramite turbocompressore, cosicché la potenza massima aumentasse fino a 170 CV.

Il cambio era manuale a 5 marce, ma a richiesta era possibile ordinarla con un cambio automatico a 3 rapporti.

### Produzione
La produzione della 200 C2 ebbe luogo nello stabilimento di Neckarsulm, poco distante da Stoccarda: durante il mese di settembre del 1980, anche l'ABS entrò a far parte della lista optional. Nel corso del 1981 anche altri accessori fecero altrettanto, come il sistema di regolazione dell'assetto, la regolazione elettrica dei sedili o i sedili posteriori riscaldabili. La produzione cessò nell'agosto del 1982 dopo che la vettura venne prodotta in 31.104 esemplari.

### Tabella riepilogativa
Di seguito vengono riepilogate le caratteristiche relative alla gamma dell'Audi 200 di prima generazione. I prezzi riportati si riferiscono al momento del debutto nel mercato tedesco:

### Serie C3 (1983-1991)
Con il passaggio dalla seconda alla terza generazione dell'Audi 100 (Typ 44), anche la 200 seguì gli stessi ammodernamenti della sorella minore. La formula era sempre la stessa: ritocchi estetici (fari, mascherina paraurti integrali e in tinta, allestimenti interni meglio rifiniti) e motorizzazioni di punta mutuate o derivate dalla gamma motori della "sorella" meno raffinata.
La seconda serie venne presentata nel giugno del 1983 e commercializzata nell'agosto dello stesso anno, data usata per la contemporanea commercializzazione delle Audi 5000 (versione americana delle Audi 100) e della 5000 CD (corrispondente della 200), che si differenziano dalle versioni europee che i paraurti più massicci, e i fari senza la carenatura in vetro proibita dalle leggi statunitensi.

#### Design esterno ed interno
La nuova 200 andò ad inserirsi al vertice della gamma Audi dell'epoca, presentandosi ancora una volta come un'evoluzione della 100 in listino nello stesso periodo, ma presentata quasi un anno prima. Da quest'ultima venne ripresa in toto l'intera scocca, e quindi anche le soluzioni aerodinamiche introdotte un anno prima con il lancio della 100 C3, riservandosi poche ma efficaci modifiche, limitate a un frontale più elegante e racchiuso entro una cornice cromata a tutta larghezza, con fari anteriori ridisegnati, non più sdoppiati ma leggermente più piatti e più larghi. Al nuovo frontale rispose una coda con un fascione in plastica che rappresentò la naturale estensione della fanaleria posteriore con al centro l'incavo dedicato al porta targa (scelta stilistica molto in voga negli anni ottanta soprattutto in America. I primi prototipi erano previsti con la targa spostata nel paraurti e un'unica fascia gialla e rossa). Gli indicatori di direzione anteriori vennero inoltre spostati sul paraurti. L'abitacolo si presentò anche in questo caso più ricco e completo rispetto alla contemporanea Audi 100, grazie alla selleria rivestita in velluto e ai materiali pregiati utilizzati un po' ovunque. A richiesta era possibile ordinare la vettura con un allestimento interno più sportiveggiante che incluse anche il rivestimento in pelle per i nuovi sedili sportivi, il volante, i braccioli sui pannelli porta e le maniglie porta interne. Il cruscotto venne ridisegnato per distinguersi da quello dell'Audi 100 C3. La dotazione di serie prevedeva fra l'altro gli alzacristalli elettrici su tutte e quattro le porte, la chiusura centralizzata, i cerchi in lega, il lavafari, il fendinebbia, il computer di bordo e il tergiparabrezza.

#### Motorizzazioni e meccanica
La 200 di seconda generazione conservò il tradizionale schema meccanico delle Audi dell'era Volkswagen, vale a dire con motore anteriore longitudinale e trazione anteriore. Ritroviamo anche l'avantreno di tipo MacPherson e il retrotreno ad assale torcente, con molle elicoidali, ammortizzatori idraulici telescopici e per la prima volta una barra stabilizzatrice per asse. A richiesta era possibile avere l'assetto regolabile. L'impianto frenante era dotato di 4 dischi autoventilati e ABS. 
Al momento dell'esordio la 200 era disponibile in due motorizzazioni a 5 cilindri, simili, ma non identiche, a quelle della precedente generazione:
- 2.1: motore da 2144 cm3 aspirato con potenza massima di 136 CV;
- 2.2 turbo: motore da 2144 cm3 sovralimentato mediante turbocompressore, ma con potenza massima di 182 CV.

Cambiò quindi la potenza massima dell'unità sovralimentata grazie all'installazione di un intercooler, ferme restando anche altre caratteristiche, come l'alimentazione ad iniezione meccanica. Per quanto riguarda le varianti di trasmissione, la versione aspirata era abbinata ad un cambio manuale a 4 marce più una quinta marcia che fungeva da overdrive. La versione sovralimentata montava invece un cambio a 5 marce dalla rapportatura più convenzionale.

### Evoluzione della gamma

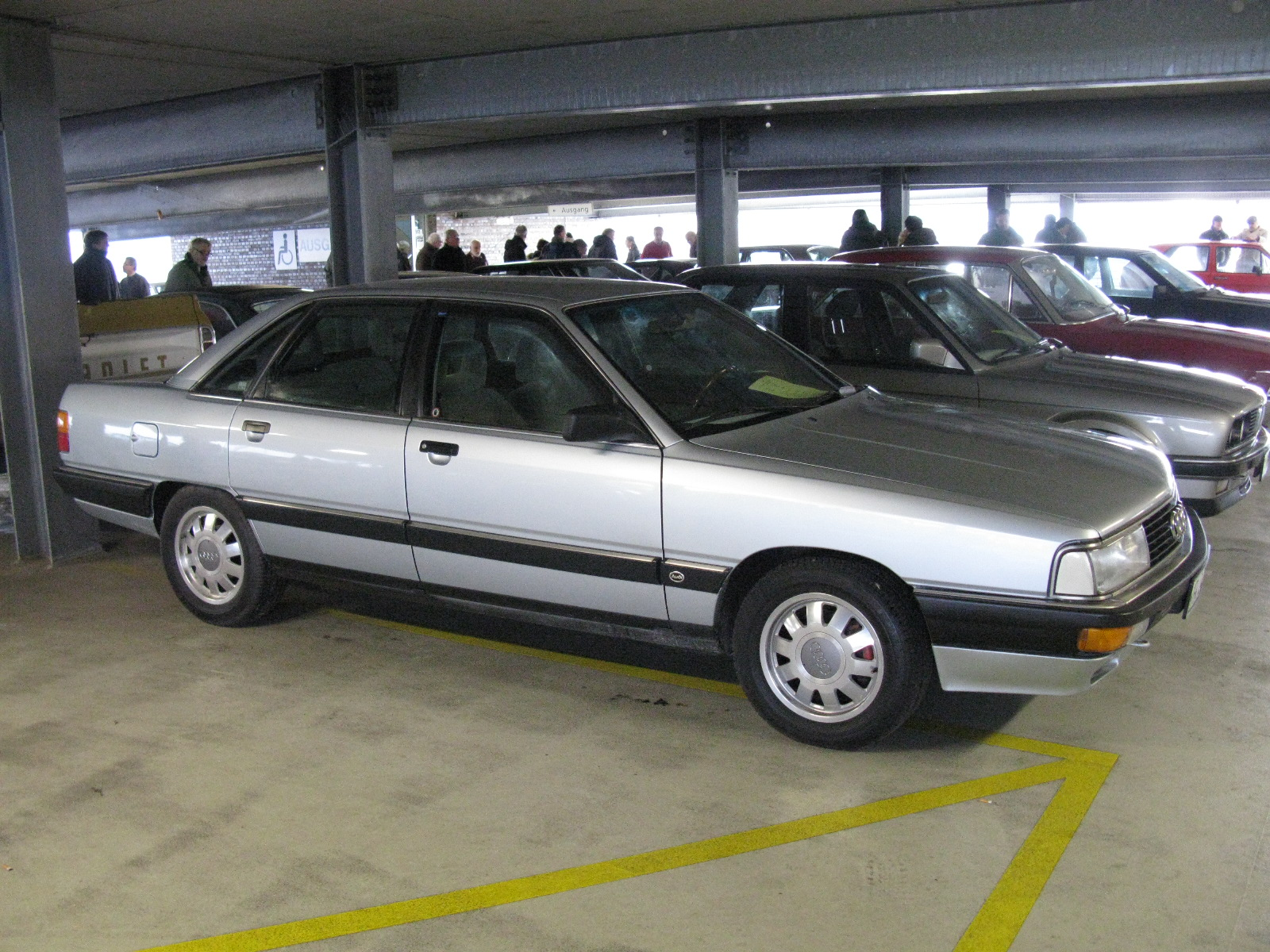
Un'Audi 200 Turbo

I primi step evolutivi nella gamma dell'Audi 200 di seconda generazione si ebbero nella seconda metà del 1984, quando vennero introdotte significative novità: innanzitutto debuttò la 200 Avant, prima ed unica station wagon su base Audi 200, che a sua volta riprese la scocca dell'Audi 100 Avant, ma con la gamma motori della versione più raffinata. Tale versione fu disponibile in un'unica motorizzazione, ossia il 2.1 Turbo da 182 CV, e solo a trazione integrale una scelta che all'epoca fu ancora piuttosto controcorrente, visto che in quegli anni si tendeva ancora ad associare ad una wagon l'immagine di una vettura paciosa destinata a tranquilli commessi viaggiatori o padri di famiglia che utilizzavano una spaziosa quanto parca vettura dalle prestazioni non sempre esattamente esuberanti. Anche negli anni a venire, la trazione anteriore rimarrà preclusa alla 200 Avant, che verrà quindi prodotta solo in configurazione a quattro ruote motrici. La trazione integrale fu in effetti la seconda grande novità di quel periodo e si trattava della stessa tecnologia presente anche nei modelli di fascia inferiore, nonché nella Audi quattro impiegata con successo nei rally. La trazione integrale utilizzata dall'Audi si basava sull'aggiunta di una presa all'uscita del cambio, in corrispondenza del quale si trovava il differenziale centrale da cui partiva l'albero di trasmissione che porta la coppia motrice all'assale posteriore: qui venne montato un terzo differenziale che ripartiva la coppia tra le due ruote. I differenziali centrale e posteriore, erano bloccabili tramite un selettore dalla plancia. Oltre alla trasmissione le quattro montavano in luogo dell'assale rigido un nuovo e sofisticato schema a quadrilateri deformabili, progettato con lo scopo di minimizzare gli ingombri derivanti dalla trasmissione. Inoltre a causa delle interferenze dovute al passaggio dell'albero di trasmissione le quattro furono dotate di un diverso serbatoio, sagomato appositamente, lasciando inalterata la capacità di 80 litri. Infine, tornando alle novità del 1984, dopo poco più di un anno di carriera commerciale, il motore 2.1, sia aspirato che turbo, venne rivisitato e portato a 2226 cm3. Tale motore così ottenuto venne proposto nella variante aspirata da 138 CV e nella variante turbo, stavolta catalizzata e senza intercooler, quindi con un sensibile calo di potenza massima, scesa ad appena 141 CV, solo tre in più della variante aspirata. Tuttavia il 2.1 turbo preesistente da 182 CV non andò in pensione, ma rimase ad equipaggiare la 200 quattro, come unica motorizzazione disponibile per la versione a trazione integrale. In sostanza questa fu la gamma risultante alla fine del 1984:
- 200 2.2: motore da 2226 cm3 aspirato con potenza massima di 138 CV;
- 200 2.2 turbo Kat: motore turbo da 2226 cm3 con potenza massima di appena 141 CV a causa della presenza del catalizzatore e dell'assenza dell'intercooler;
- 200 2.1 turbo: motore turbo da 2144 cm3 con potenza massima di 182 CV;
- 200 2.1 turbo quattro: motore turbo da 2144 cm3 con potenza massima di 182 CV e trazione integrale;
- 200 2.1 turbo quattro Avant: versione station wagon del precedente modello, con motore turbo da 2144 cm3 con potenza massima di 182 CV e trazione integrale.

L'ultima versione elencata, ossia la quattro Avant, fu l'ultima ad entrare nella gamma dell'Audi 200, essendo stata presentata il 25 novembre 1984. Nell'agosto del 1985, la versione turbo da appena 141 CV, evidentemente troppo fiacca come prestazioni rispetto alla più economica versione di base aspirata, venne rivisitata a livello di propulsore in modo che la potenza massima venisse innalzata fino a 165 CV. In particolare venne inserito un intercooler in modo da poter permettere l'incremento prestazionale senza il grosso rischio di surriscaldare e quindi di danneggiare il turbocompressore.

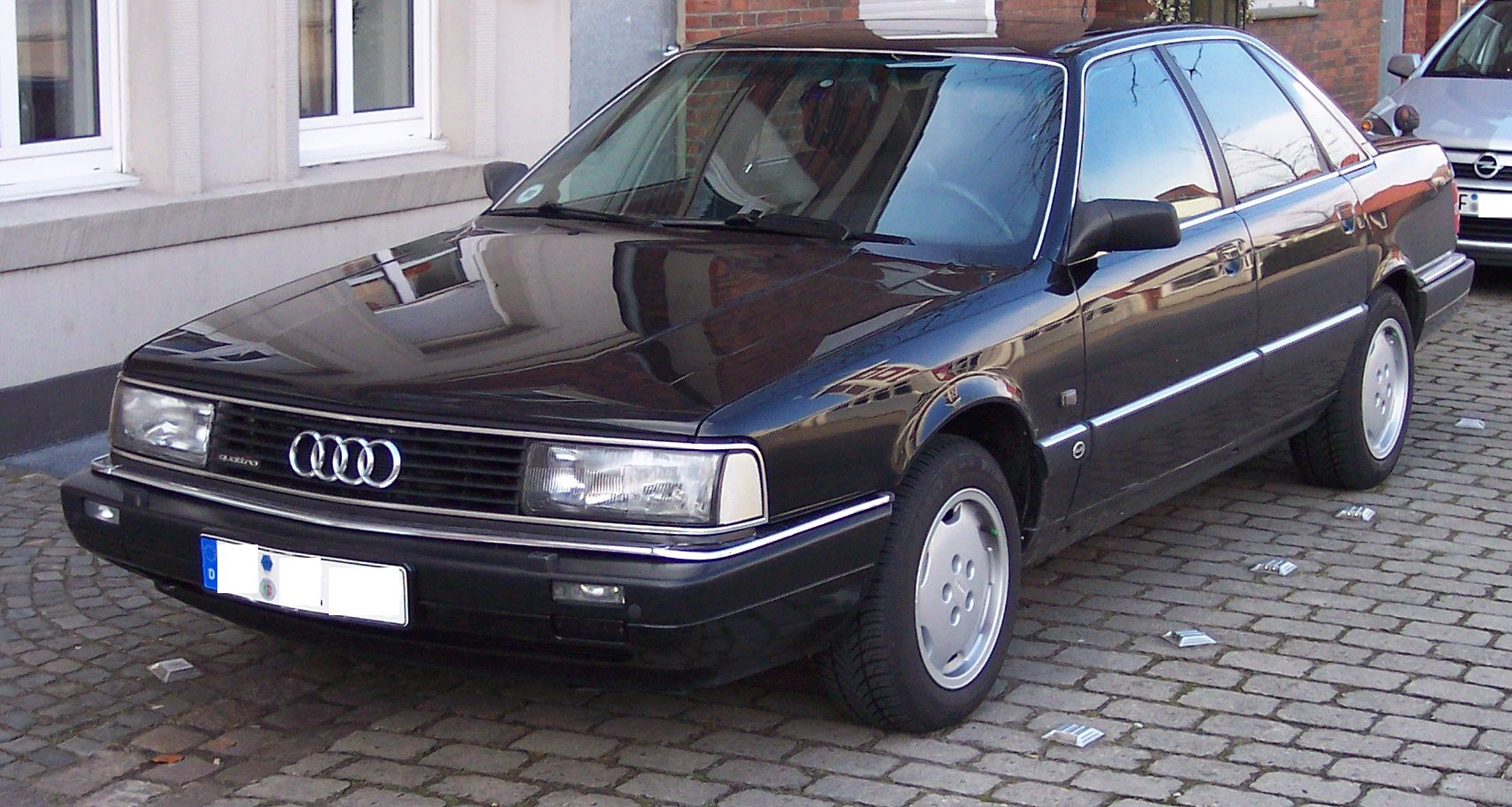
Una 200 quattro in allestimento Exclusiv

Al Salone di Francoforte del 1987 venne presentato l'aggiornamento di mezza età dell'Audi 200, quasi impercettibile all'esterno dove comunque si riuscì ad ottenere una aerodinamica affinata, ottenuta incassando le maniglie a filo di carrozzeria e montando nuovi tergicristalli che non richiesero più l'apertura del cofano motore per essere ribaltati. L'aggiornamento fu più visibile all'interno, dove venne montato un nuovo cruscotto dal più moderno disegno a onda, un nuovo volante ed una nuova console centrale. La nuova plancia in tre tinte era ispirata al più moderno disegno della plancia delle sorelline 80 e 90. Sul fronte della sicurezza, venne introdotto il nuovo sistema Procon-ten, costituito dall'azionamento dei pretensionatori abbinata all'arretramento del piantone dello sterzo in caso di urto frontale. Da segnalare anche l'introduzione di un nuovo livello di allestimento denominato Exclusiv e caratterizzato da soluzioni volte a conferire un'immagine sportiveggiante alla vettura. Tale allestimento comprendeva: assetto ribassato di 15 mm, cerchi in lega specifici da 15 pollici, passaruota leggermente sporgenti, quelli posteriori caratterizzati dal più tradizionale, ma anche più grintoso disegno a semicerchio; ed ancora, pneumatici dal battistrada più largo, sedili sportivi riscaldabili e rivestiti in pelle, climatizzatore automatico, tettuccio apribile ad azionamento elettrico e impianto stereo di alta qualità. Per quanto riguarda la gamma motori, le 200 così aggiornate videro in pratica solo il pensionamento del 2.1 turbo da 182 CV: al suo posto venne introdotto il 2.2 turbo, questa volta portato a 200 CV di potenza massima se con il cambio manuale a 5 marce, oppure a 190 CV se equipaggiato con il cambio automatico a 3 rapporti. Quest'ultima variante era disponibile solo a trazione anteriore, mentre l'altra poteva anche essere ordinata a quattro ruote motrici. La commercializzazione della 200 aggiornata venne avviata nel febbraio del 1988.

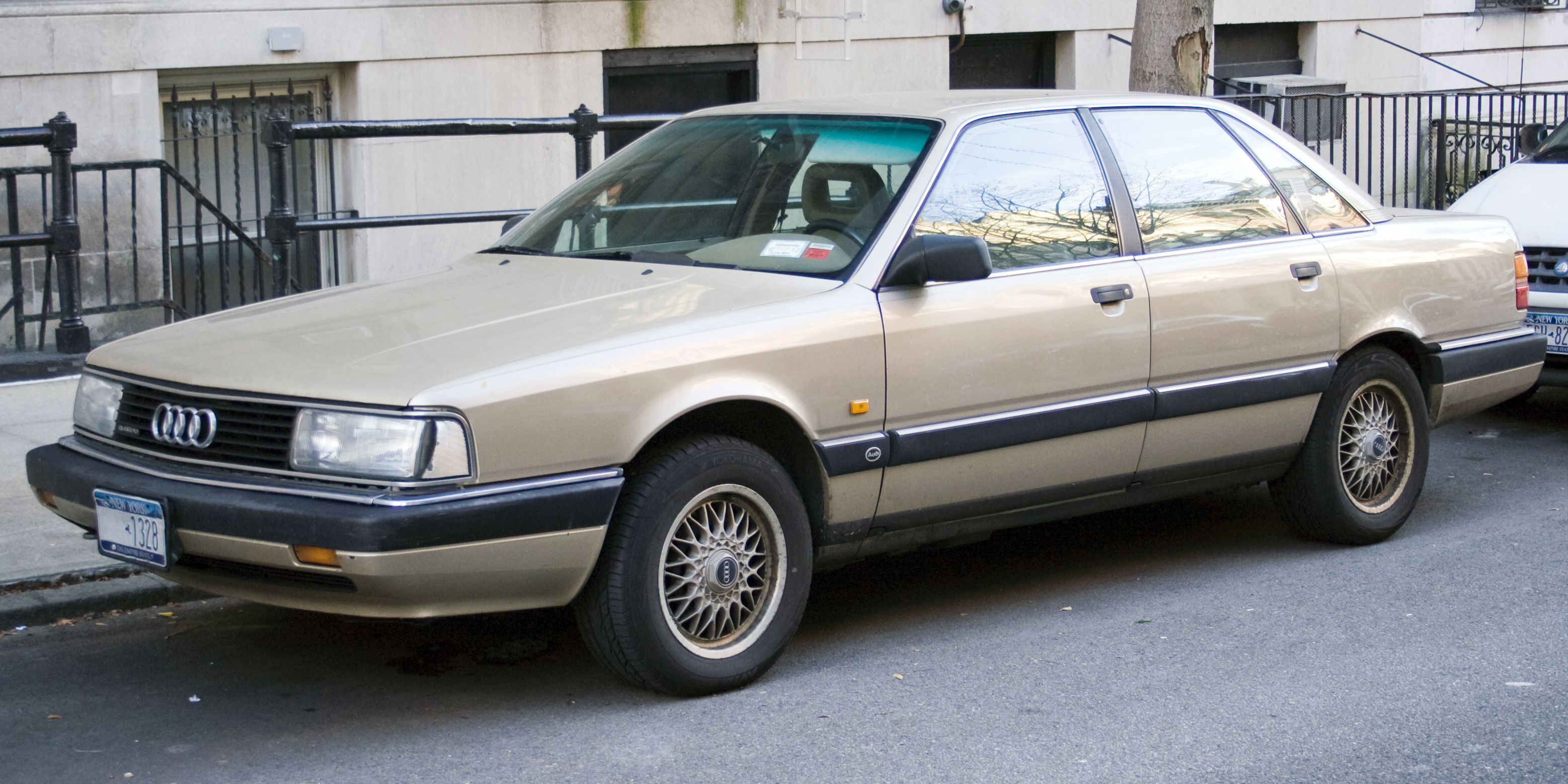
Una 200 Turbo 20v quattro

Al Salone di Ginevra del 1989 venne presentata l'ultima evoluzione dell gamma 200 C3, ossia la Turbo 20v quattro, spinta da un motore simile all'unità da 2,2 litri e da 200 CV di potenza massima, ma con testata a quattro valvole per cilindro. La potenza massima crebbe così a 220 CV nonostante l'adozione del catalizzatore. Tale modello fu disponibile sia come berlina che come station wagon: in quest'ultima configurazione, la 200 Turbo 20v quattro fu per qualche tempo la più veloce station wagon in commercio.
La gamma a quel punto non subì più altri aggiornamenti degni di nota: alla fine del 1990 essa subì un drastico ridimensionamento che la portò a comprendere solo due motorizzazioni, ossia il 2.2 turbo da 165 CV e il 2.2 turbo 20v da 220 CV. Nel luglio del 1991 la 200 uscì definitivamente di listino lasciando campo libero all'altra ammiraglia Audi, la V8, lanciata già nell'autunno del 1988.

### Tabella riepilogativa
Di seguito vengono riepilogate le caratteristiche relative alla gamma dell'Audi 200 di prima generazione. I prezzi riportati si riferiscono al momento del debutto nel mercato tedesco, quelli tra parentesi si riferiscono alle corrispondenti versioni Avant:

## Le 200 asiatiche

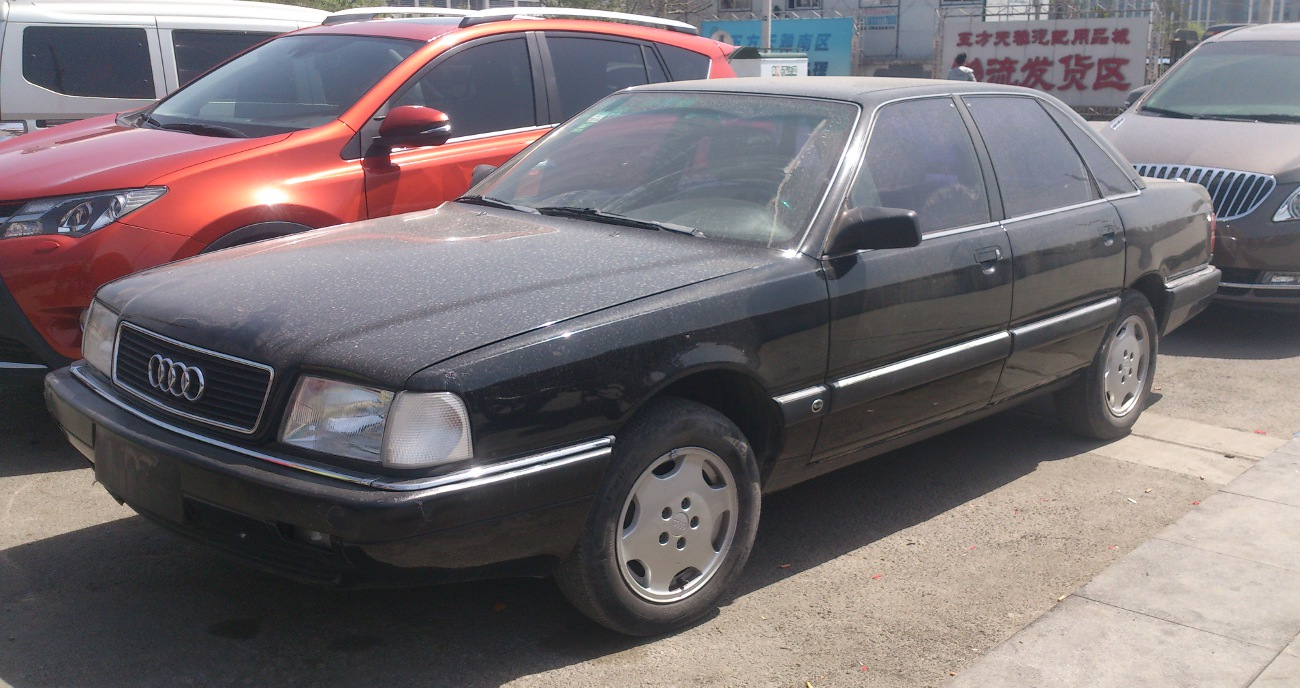
Audi 200 C3 per il mercato cinese

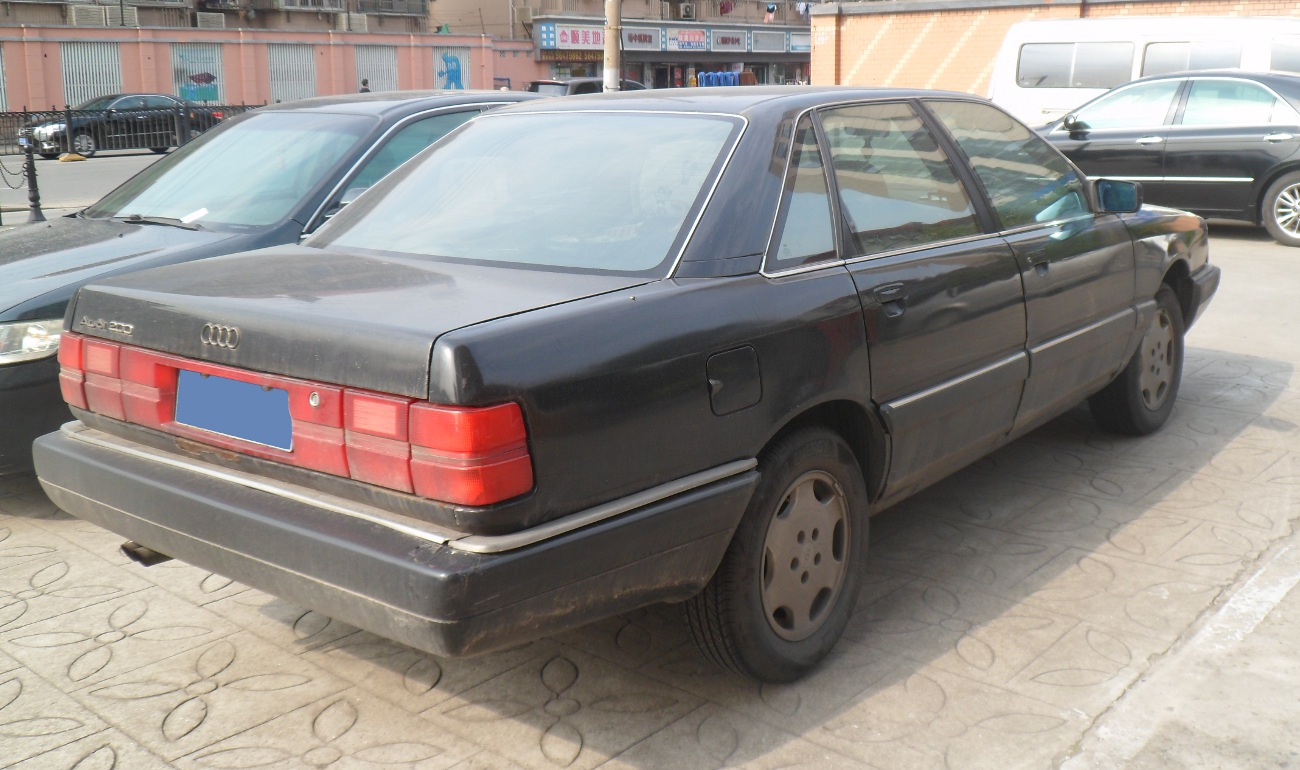
Vista posteriore

Ma se nel vecchio continente la 200 scomparve nell'ormai lontano 1991, nell'estremo oriente essa visse una seconda giovinezza, accompagnata come sempre dalla sorella 100. Il gruppo Volkswagen in Cina, tramite la sua consociata FAW, ha commercializzato fino al 2006 le vecchie 100-200 (Typ 44) con il marchio locale Hongqi.
Le Hongqi si basano su 2 modelli principali, la CA 7200, in pratica la vecchia 100, e la CA 7202 versione più recente della CA 7200.
Da queste versioni sono state derivate le versioni limousine, precisamente in tre versioni, lunga, limo sedan, e limo cabriolet.
La 200 naturalmente vista la sua natura più nobile della 100 è stata usata come base per le versioni di rappresentanza.

## Attività sportiva
La 200 è stata utilizzata in varie competizioni, più per scopi commerciali e di immagine che per le doti sportive.
Nel 1986 dopo la presentazione delle vetture “Quattro” la divisione Audi americana ha elaborato una 5000 CS (versione americana della 200) secondo le specifiche del campionato NASCAR per un tentativo di record sul circuito di Talladega: la vettura, con una carrozzeria dall'aerodinamica migliorata e dal peso ridotto a soli 1072 kg, era equipaggiata con il solito 2144 cm³ turbocompresso, al quale era stata applicata una nuova testata a 25 valvole, erogando una potenza massima di 650 CV (477 kW) a 7700 giri/minuto, per una velocità di punta di 350 km/h e stabilendo il suo primato con una velocità media di 332.88 km/h.

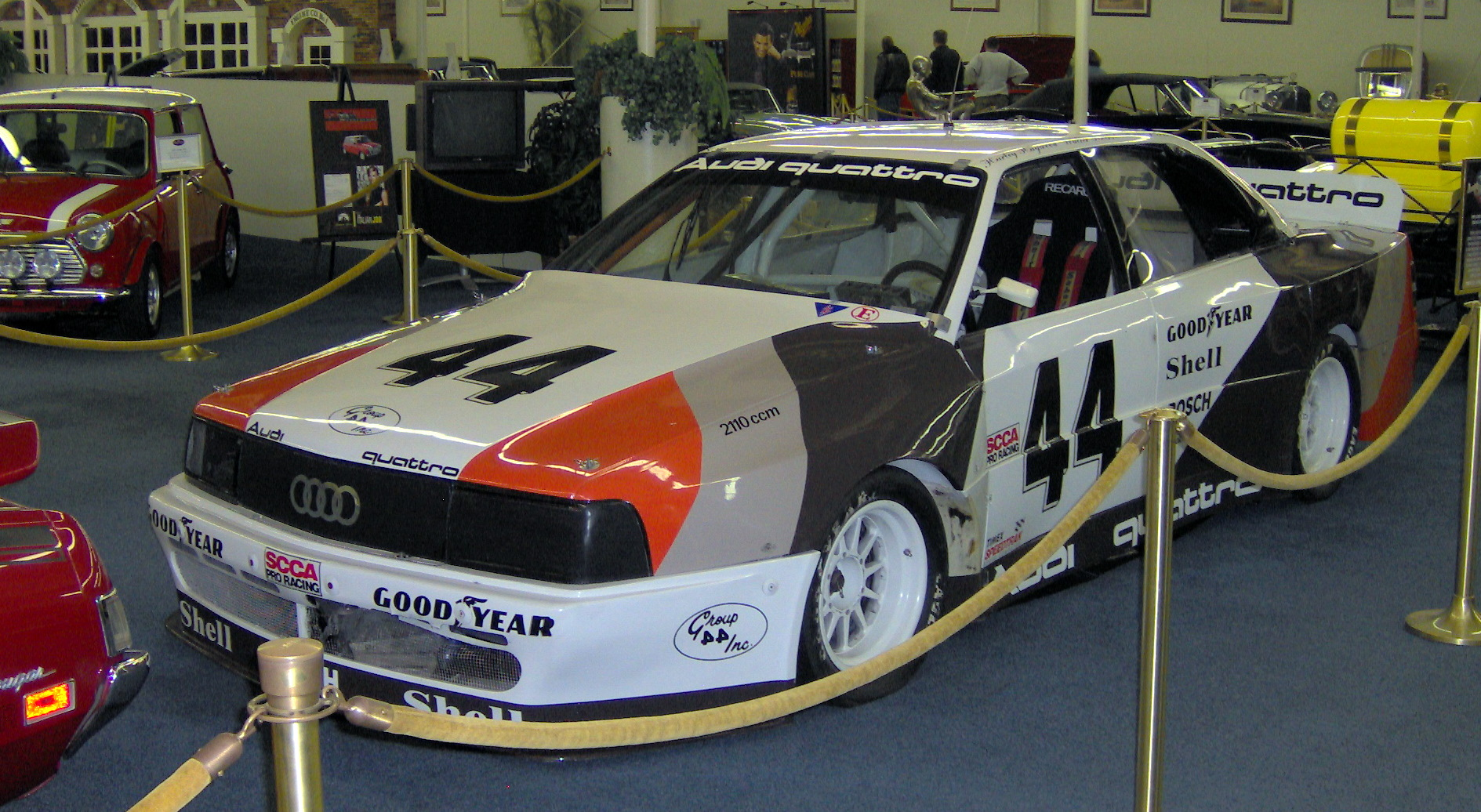
L'Audi 200 Quattro Trans Am

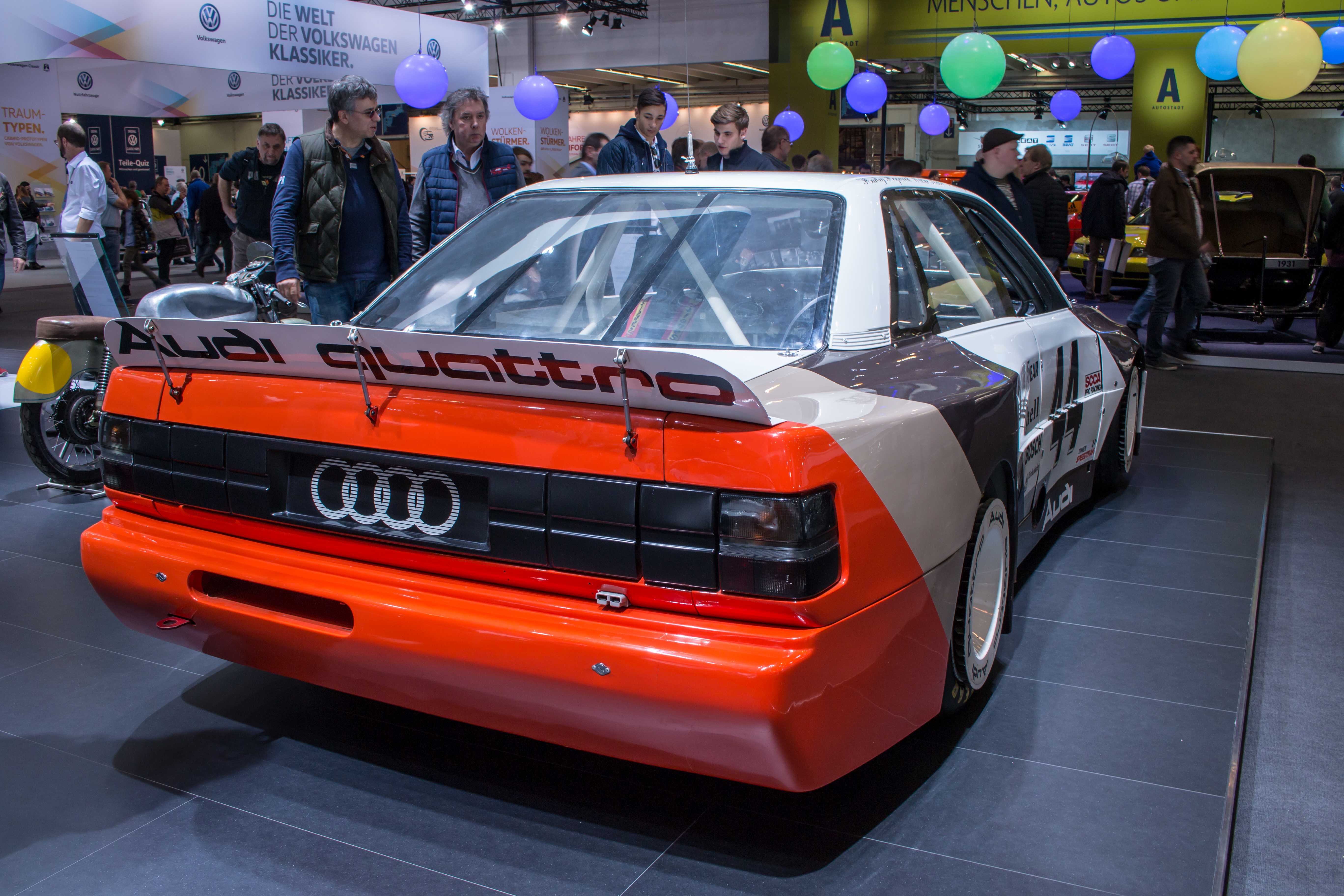
Vista posteriore

Nel 1988 l'Audi decise di dedicarsi alla categoria Trans Am, delle corse NASCAR americane.
La scelta per la vettura da schierare ricade sulla 200, in forza al fatto che era stata appena presentata anche in America la nuova 200 (occasione colta per abbandonare la denominazione 5000 a favore di quella europea 200, distinta in sedan e wagon).
La vettura era dotata del solito cinque cilindri sovralimentato, il regolamento Trans Am, nonostante permetta modifiche strutturali più ampie alla carrozzeria, non permette di variare il basamento e l'architettura di base del motore, così l'Audi partecipò alle gare con una versione 10 valvole molto meno raffinata di quella usata tre anni prima che poteva vantare la distribuzione a 5 valvole per cilindro.
Il motore in questa configurazione sviluppava 510 CV/ 375 kW.